# Sagafjord
Le Sagafjord est un paquebot construit en 1965 par les Forges et Chantiers de la Méditerranée pour la Norwegian America Line (en). Devenu le Saga Rose au fil des années et des propriétaires, il est détruit à Jiangyin en 2010.

## Histoire

### Conception et construction
Au cours de l’été 1960, le chantier naval reçoit les plans et les devis de la compagnie Norwegian America Line (en) pour construire un navire de croisière de 188 mètres. Le contrat de construction est signé le 24 septembre 1962 et la quille est posée le 19 juin 1963. Le navire est lancé le 13 juin 1964, puis effectue ses essais en mer de mai à septembre 1965, avant d'être baptisé à Toulon le 18 septembre 1965.
La salle de cinéma a été conçue par le Français Georges Peynet.

### Histoire

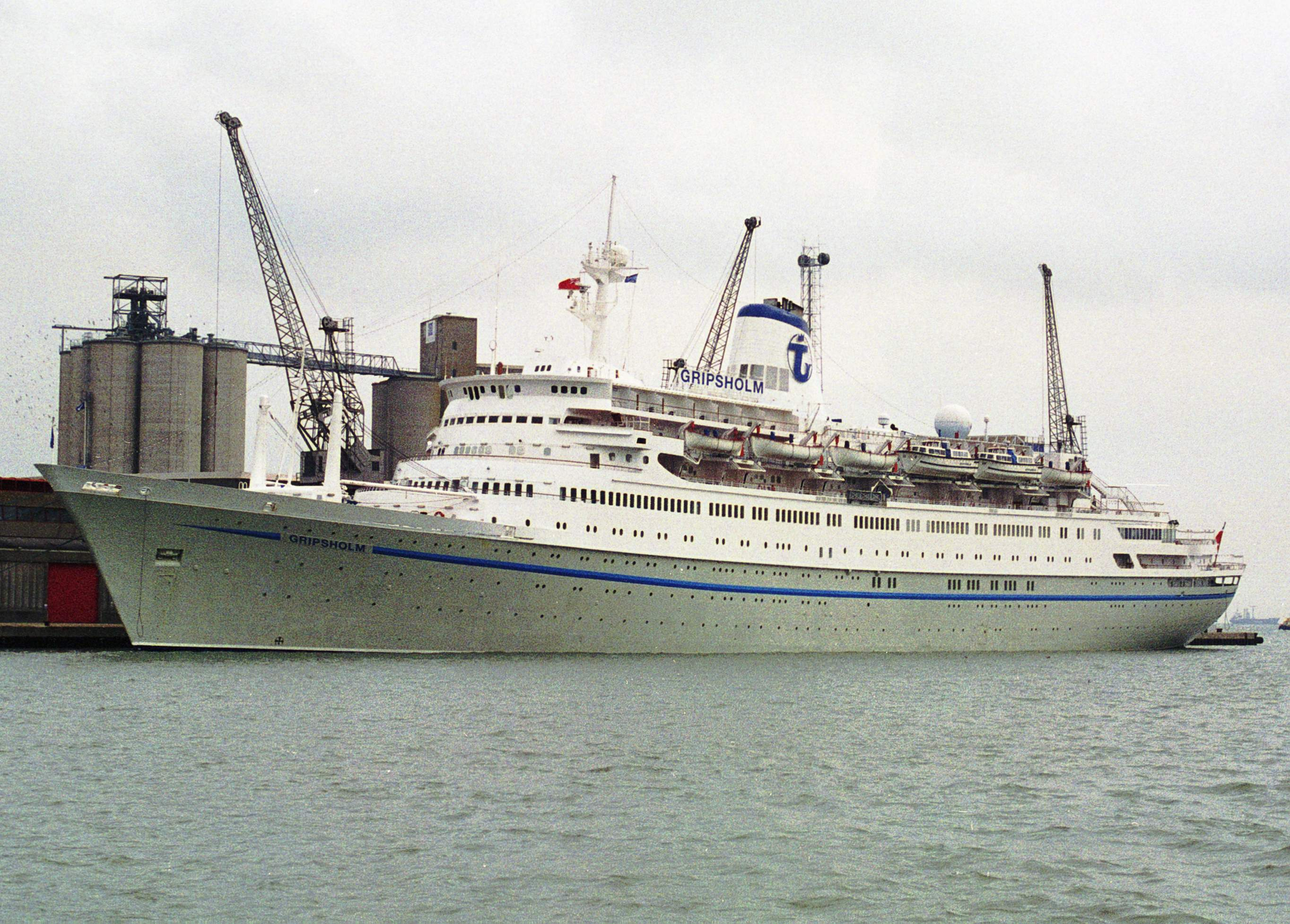
Le Gripsholm à Southampton en octobre 1996

Le Sagafjord quitte Oslo le 2 octobre 1965 pour son voyage inaugural. Il arrive à New York le 11 octobre 1965. En 1980, il est envoyé aux chantiers Blohm & Voss de Hambourg et reçoit un pont en plus.
En 1983, la Norwegian America Line (en) fusionne avec la Cunard Line. Le Sagafjord garde son nom d'origine, mais délaisse le pavillon norvégien au profit du pavillon bahaméen. Le 23 février 1996, un incendie se déclare dans la salle des machines alors qu'il est au large des Philippines. Le navire est remorqué jusqu'à l'archipel avant d'être envoyé aux chantiers navals de Singapour. Au cours de son voyage vers Singapour, il sauve les 26 membres d’équipage du cargo turc Harran le 15 avril 1996. Après réparation, il est affrété par Transocean Tours (en) pour 6 mois. À cette occasion, il est renommé Gripsholm. Le 4 août 1996, il s'échoue au large de Landskrona avec 601 passagers à bord. Il est évacué le lendemain et remorqué à Helsingborg afin d’être examiné. Il est ensuite envoyé aux chantiers Lloyd-Werft de Bremerhaven pour être réparé, puis remis en service le 18 août 1996.

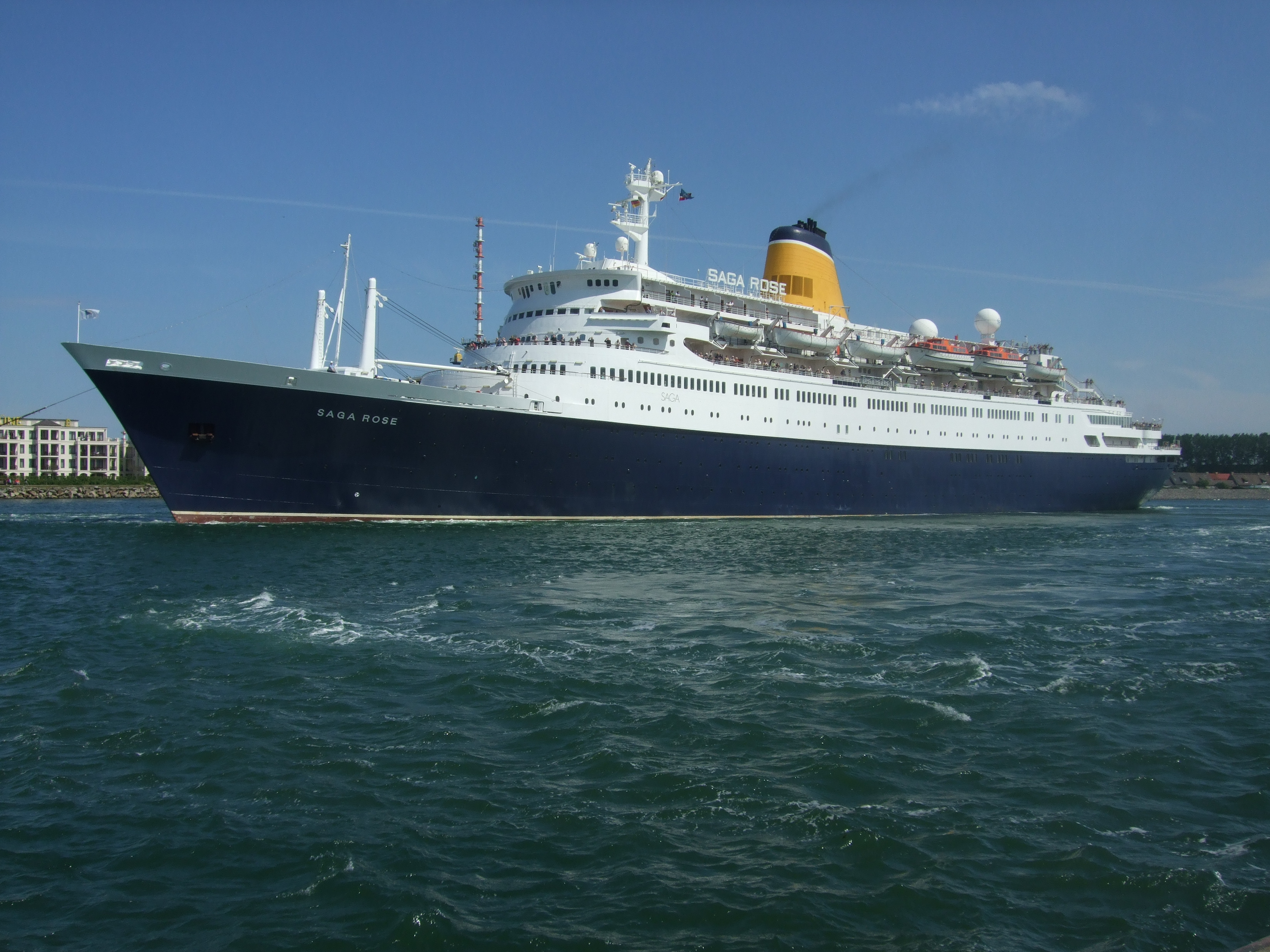
Le Saga Rose en mai 2009

En 1997, le Gripsholm est vendu à la compagnie Saga Cruises (en) qui le rénove et le renomme Saga Rose. Le 29 juillet 1999, il heurte le navire norvégien Havbas qui sombre un peu plus tard. L’équipage est récupéré par le navire de croisière. Le 11 juin 2008, alors que le navire est à Southampton, le second maître d'équipage décède après être entré dans un réservoir de ballast dont le taux d'oxygène dans l'atmosphère avait réduit à cause de la corrosion. En octobre 2009, le Saga Rose est désarmé à Gibraltar car il ne répond plus aux normes imposées par le SOLAS 2010. En avril 2010, le Saga Rose quitte Gibraltar pour Port Elizabeth. Le 23 mai 2010, le Saga Rose est signalé au large de Taïwan, avec le Japon pour destination. Le 27 mai, le navire arrive à Shanghai, puis remonte le fleuve Yangzi Jiang jusqu'aux chantiers de démolition de Jiangyin où il arrive le 29 mai 2010.